# Nikolauskirche (Mönsheim)

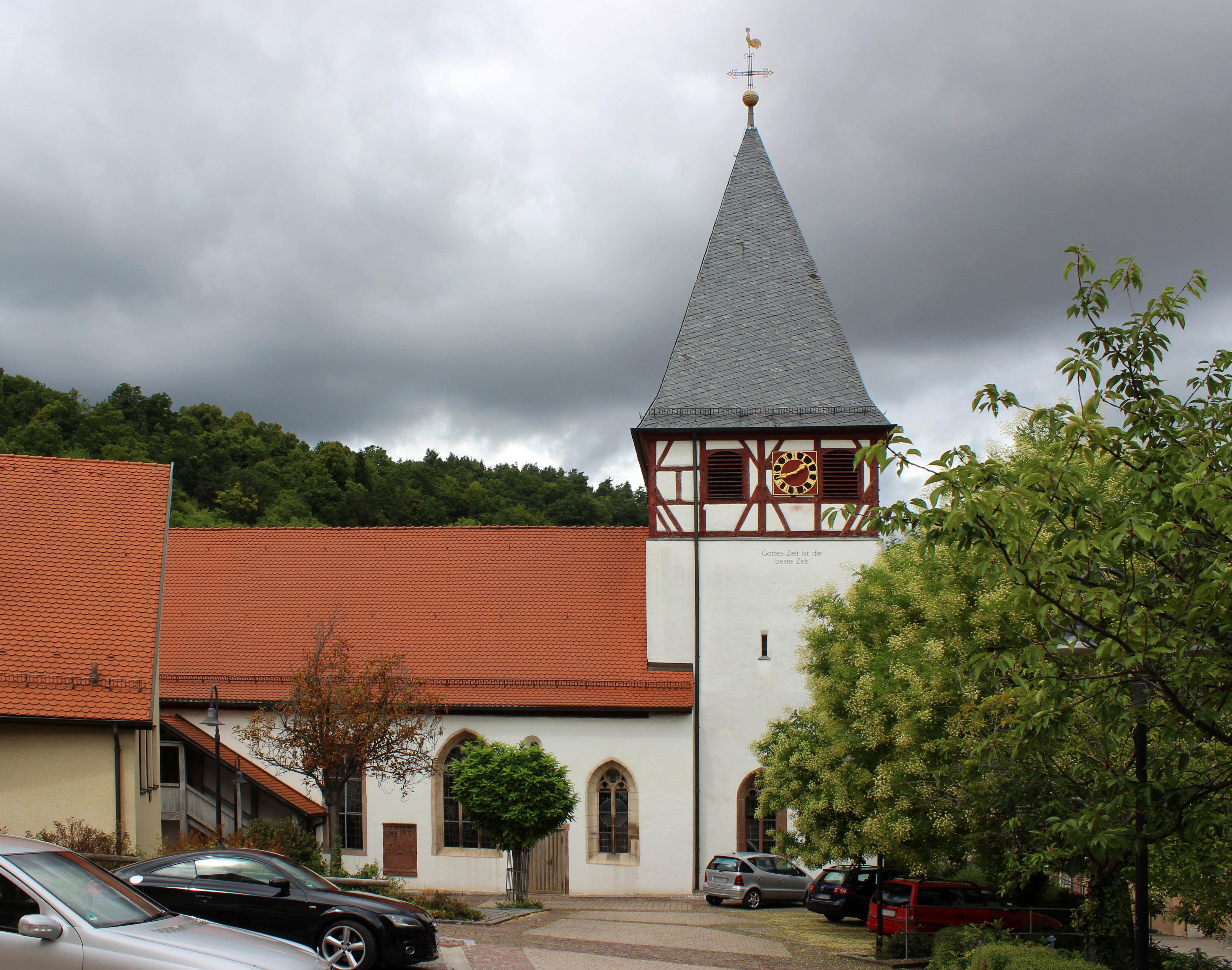
Nikolauskirche in Mönsheim

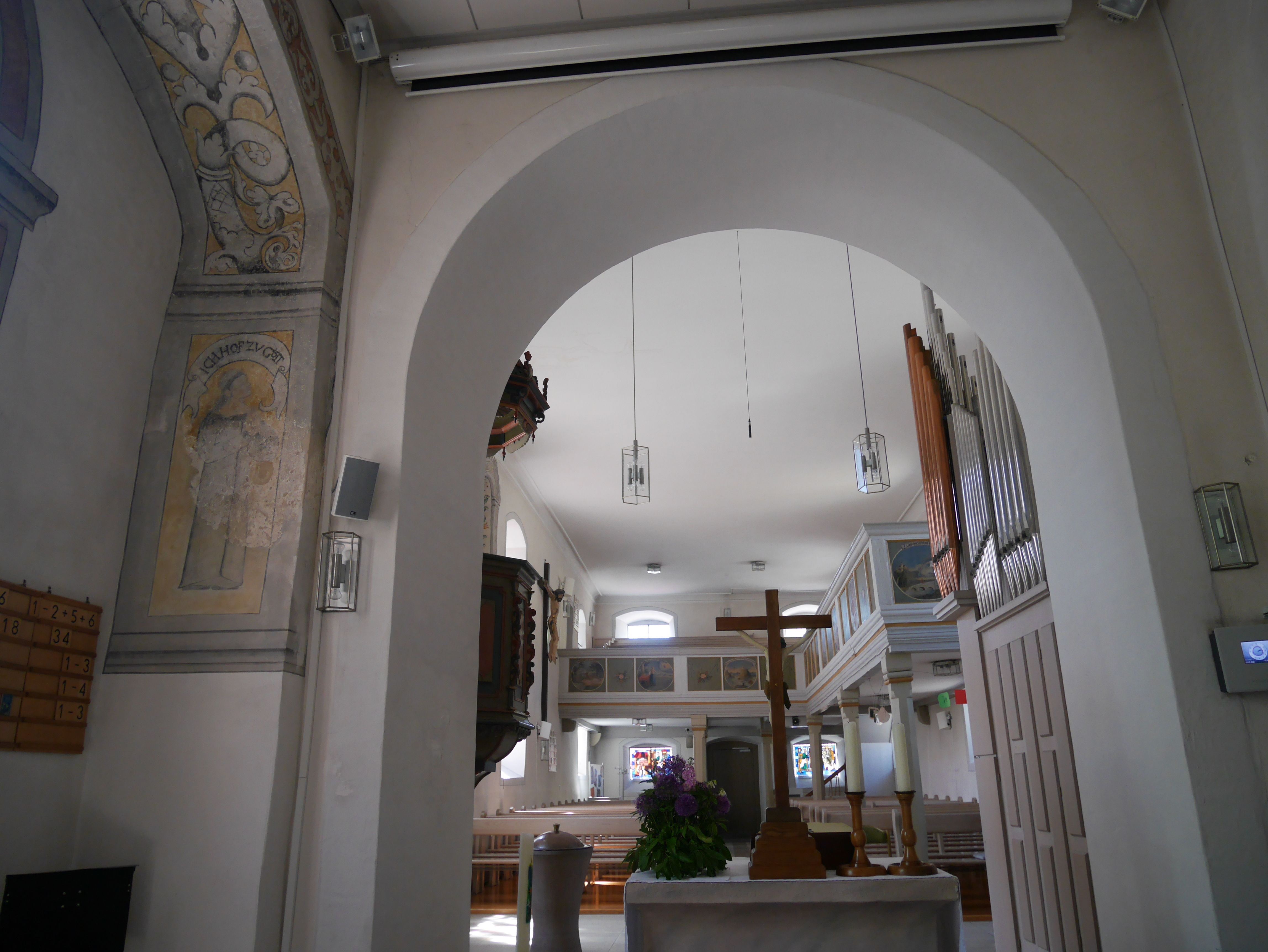
Innenansicht

Die evangelische Nikolauskirche steht in Mönsheim, einer Gemeinde im Enzkreis in Baden-Württemberg. Das Bauwerk ist beim Landesamt für Denkmalpflege Baden-Württemberg als Baudenkmal eingetragen. Die Kirchengemeinde gehört zum Kirchenbezirk Leonberg der Evangelischen Landeskirche in Württemberg.

## Beschreibung
Die Saalkirche besteht aus einem 1752 nach Westen verlängerten Langhaus und einem Chorturm im Osten, der romanischen Ursprungs ist. Er wurde mit einem Geschoss aus Holzfachwerk aufgestockt, das die Turmuhr und den Glockenstuhl enthält, und mit einem hohen, schiefergedeckten Pyramidendach bedeckt. 
Zur Kirchenausstattung gehört eine Orgel, die 1965 als Opus 4545 von E. F. Walcker & Cie. gebaut wurde.